# San Tirso de Abres

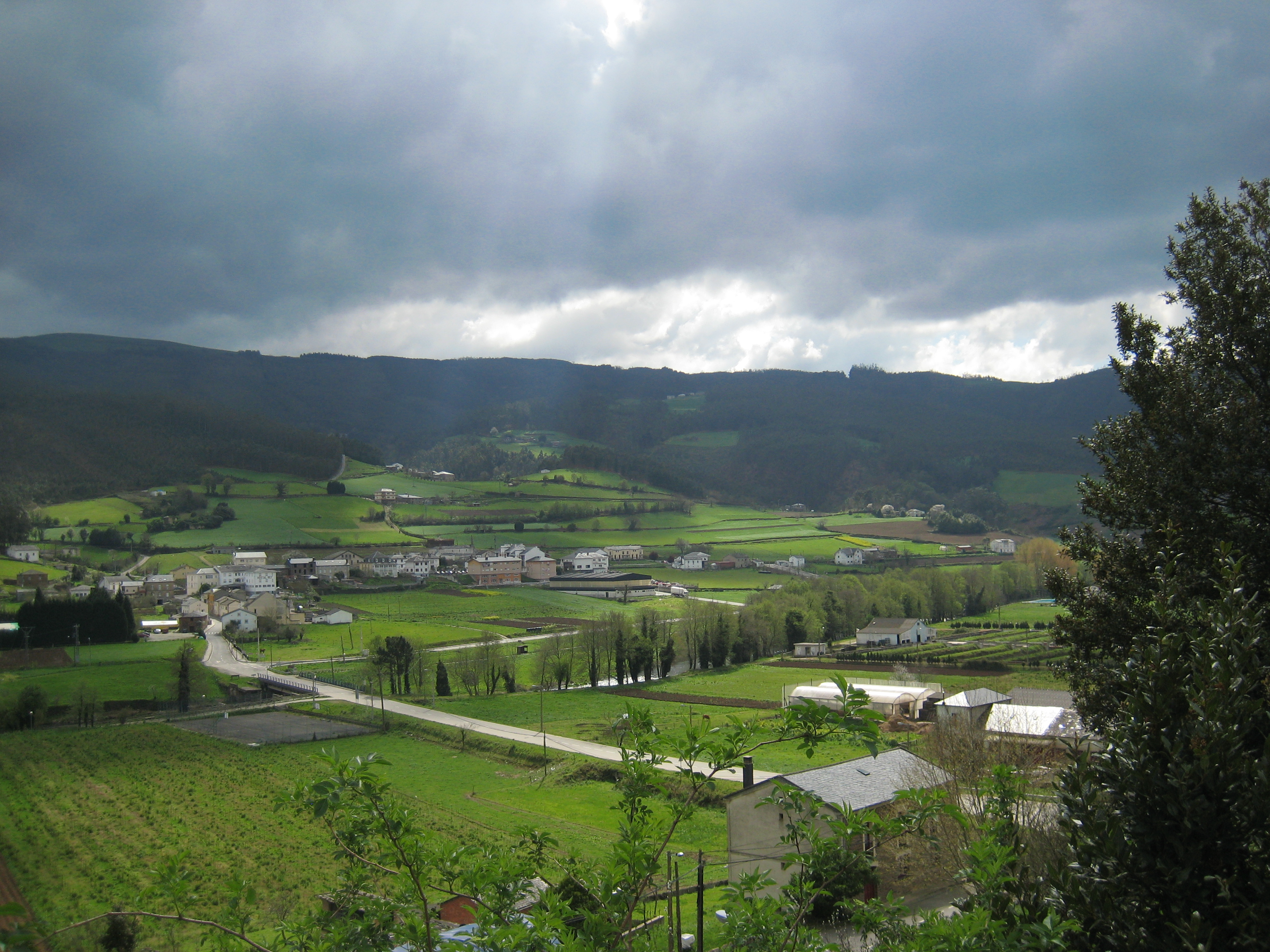
San Tirso de Abres (2008)

San Tirso de Abres is een gemeente in de Spaanse provincie Asturië in de regio Asturië met een oppervlakte van 31,41 km². San Tirso de Abres telt 473 inwoners (1 januari 2016).

## Demografische ontwikkeling
Bron: INE, 1857-2011: volkstellingen